# Björn Ferm
Björn Ferm (ur. 10 sierpnia 1944 w  Jönköping) – były szwedzki pięcioboista nowoczesny, złoty medalista igrzysk olimpijskich w Meksyku zdobył złoty medal. W 1972 na igrzyskach olimpijskich w Monachium został sklasyfikowany na 6. miejscu.